# Manljiva državina
Viciozna državina je pravni pojam koji označava državinu do koje je došlo usled vi, clam ili precario to jest silom, utajom ili zloupotrebom poverenja. To je tzv. viciozna državina, tj. državina stečena na način koji pravni poredak ne odobrava. Viciozna državina postaje mirna kada licu od koga je tako stečena prestane njegovo pravo da štiti svoj posjed koji mu je tako oduzet.
Lice kojem je oduzeta državina silom, utajom ili zloupotrebom poverenja može putem samopomoći (upotreba fizičke sile u zakonom ograničenom obimu) vratiti oduzetu stvar u državinu. Ukoliko raniji držalac od kojeg je stvar oduzeta i koji je imao vicioznu državinu podnese sudu državinsku tužbu koja se u Rimskom pravu zvala Interdikt (interdictum) radi povraćaja državine, lice koje je putem samopomoći vratilo državinu ima pravo da uloži prigovor manljive (viciozne) državine. U tom slučaju ako tuženi dokaže  da je tužilac imao manljivu državinu sud će odbiti tužbeni zahtev usled manljivosti državine.